# Takurō Mochizuki
Takurō Mochizuki (em japonês:  望月 拓郎, transl. Mochizuki Takurō; 26 de agosto de 1972) é um matemático japonês, que trabalha com geometria diferencial e análise algébrica (teoria dos D-módulos sobre variedades algébricas).

## Vida
Mochizuki estudou a partir de 1992 na Universidade de Quioto, onde obteve um doutorado em 1999. esteve depois na Universidade da Cidade de Osaka, sendo em 2004 professor assistente na Universidade de Quioto e em 2008 professor associado no Research Institute for Mathematical Sciences (RIMS) da Universidade de Quioto
Recebeu o Prêmio da Academia de Ciências do Japão de 2011 por suas pesquisas sobre D-módulo em análise algébrica.
Foi palestrante plenário do Congresso Internacional de Matemáticos em Seul (2014: Wild harmonic bundles and twistor {\displaystyle {\mathcal {D}}}-modules).

## Obras
- Asymptotic behaviour of tame harmonic bundles and an application to pure twistor D-modules, 2 Volumes, Memoirs AMS 185, 2007
  - Preprint 2003
- Kobayashi-Hitchin-Correspondence for tame harmonic bundles and applications, Astérisque, Volume 309, 2006, Parte 2 Geometry & Topology, 13, 2009, p. 359–455, Parte 1, Parte 2
- Donaldson type invariants for algebraic surfaces: transition of moduli stacks, Lecture Notes in Mathematics 1972, Springer Verlag 2009
- Wild harmonic bundles and wild pure twistor D-modules, Arxiv, 2008
- A characterization of semisimple local system by tame pure imaginary pluri-harmonic metric, 2004, Arxiv
- Mixed Twistor D-modules, Arxiv 2011